# مطار صعدة
مطار صعدة (إياتا: SYE ، إيكاو: OYSH )هو مطار يخدم مدينة ومحافظة صعدة شمالي اليمن.

## وصلات خارجية
- حالة الطقس في مطار صعدة.
- تاريخ الحوادث لـ (SYE) على شبكة سلامة الطيران.
- OurAirports - Yemen نسخة محفوظة 4 أبريل 2019 على موقع واي باك مشين.
- Great Circle Mapper - Saadah
- Saadah